# Tipula murati
Tipula murati är en tvåvingeart som beskrevs av Koc 2004. Tipula murati ingår i släktet Tipula och familjen storharkrankar. Inga underarter finns listade i Catalogue of Life.